# Ella Sings Gershwin
Ella Sings Gershwin ist ein Jazz-Album von Ella Fitzgerald, aufgenommen in zwei Aufnahmesitzungen im September 1950. Es ist Fitzgeralds erste Langspielplatte.

## Vorgeschichte
Ihr inoffizieller Berater zu dieser Zeit, Norman Granz, mit dem Ella Fitzgerald bei den Jazz-at-the-Philharmonic-Konzerten zusammenarbeitete, riet ihr im Jahr 1950, sie solle bei ihrem Label Decca Records darauf dringen, ihr besseres Material zu geben, das ihr liege. Granz glaubte, ihre Stimme und ihre Diktion seien wie geschaffen für die Musiker der amerikanischen Klassiker wie George und Ira Gershwin. Die Sängerin nahm seinen Rat an. Produzent Milt Gabler von Decca Records ließ sich schließlich überzeugen, und so ging sie mit ihrem Begleiter am Klavier, Ellis Larkins, am 11. und 12. September 1950 ins Studio der Decca in New York und nahm acht Gershwin-Songs auf.

## Veröffentlichungsgeschichte
Aus dieser Session stammte das Material für ein Album mit mehreren Singles, das Decca 1950 zusätzlich als Langspielplatte, zunächst noch im 10-Zoll-Format (25 cm), veröffentlichte. 1955 schob Decca eine 12-Zoll-LP (30 cm) mit zusätzlichem Material hinterher: Zwei Gershwin-Songs auf der A-Seite – Nice Work If You Can Get It von den Aufnahmesitzungen mit Ellis Larkins für die LP Songs in a Mellow Mood von 1954 und Oh, Lady Be Good! mit Bob Haggart aus dem Jahr 1947. Auf der B-Seite zwei Songs einer Single von 1946, aufgenommen mit dem Billy-Kyle-Trio, die nicht von den Gershwins stammen.

Die beiden Titel Looking For A Boy/But Not For Me waren 1950 auch als Single-Auskopplung im Schellackplatten-Format erschienen.
Die CD Pure Ella aus dem Jahr 1994, erschienen bei GRP Records enthält die ursprüngliche 1950er LP und die 1954 veröffentlichte LP Songs in a Mellow Mood – im März 1954 ebenfalls mit Larkins aufgenommen, mit Titeln aus dem Great American Songbook.

1999 brachte Universal die 1955er Version von Ella Sings Gershwin unter dem Label Decca als CD heraus.

Die acht Gershwin-Songs sind außerdem auf The Chronological Ella Fitzgerald – 1950 (2001 veröffentlicht) zu hören, als CD 11 einer 15-teiligen CD-Serie des französischen Labels Classics.

## Titel
|   | 10-Zoll-LP 1950                      | 12-Zoll-LP 1955                      | Begleitung            | Aufnahme       | Komposition                  |
| - | ------------------------------------ | ------------------------------------ | --------------------- | -------------- | ---------------------------- |
| A | Someone To Watch Over Me             | Someone To Watch Over Me             | Ellis Larkins         | 12. Sept. 1950 | George und Ira Gershwin      |
| A | My One And Only (What Am I Gonna Do) | My One And Only (What Am I Gonna Do) | Ellis Larkins         | 11. Sept. 1950 | George und Ira Gershwin      |
| A | But Not For Me                       | But Not For Me                       | Ellis Larkins         | 12. Sept. 1950 | George und Ira Gershwin      |
| A | Looking For A Boy                    | Looking For A Boy                    | Ellis Larkins         | 11. Sept. 1950 | George und Ira Gershwin      |
| A |                                      | Nice Work If You Can Get It          | Ellis Larkins         | 30. März 1954  | George und Ira Gershwin      |
| A |                                      | Oh, Lady Be Good!                    | Bob Haggart Orchestra | 19. März 1947  | George und Ira Gershwin      |
| B | I’ve Got A Crush On You              | I’ve Got A Crush On You              | Ellis Larkins         | 11. Sept. 1950 | George und Ira Gershwin      |
| B | How Long Has This Been Going On?     | How Long Has This Been Going On?     | Ellis Larkins         | 11. Sept. 1950 | George und Ira Gershwin      |
| B | Maybe                                | Maybe                                | Ellis Larkins         | 12. Sept. 1950 | George und Ira Gershwin      |
| B | Soon                                 | Soon                                 | Ellis Larkins         | 12. Sept. 1950 | George und Ira Gershwin      |
| B |                                      | I’m Just A Lucky So And So           | Billy Kyle Trio       | 21. Febr. 1946 | Duke Ellington/ Mack David   |
| B |                                      | I Didn’t Mean A Word I Said          | Billy Kyle Trio       | 21. Febr. 1946 | Harold Adamson/ Jimmy McHugh |

## Analyse

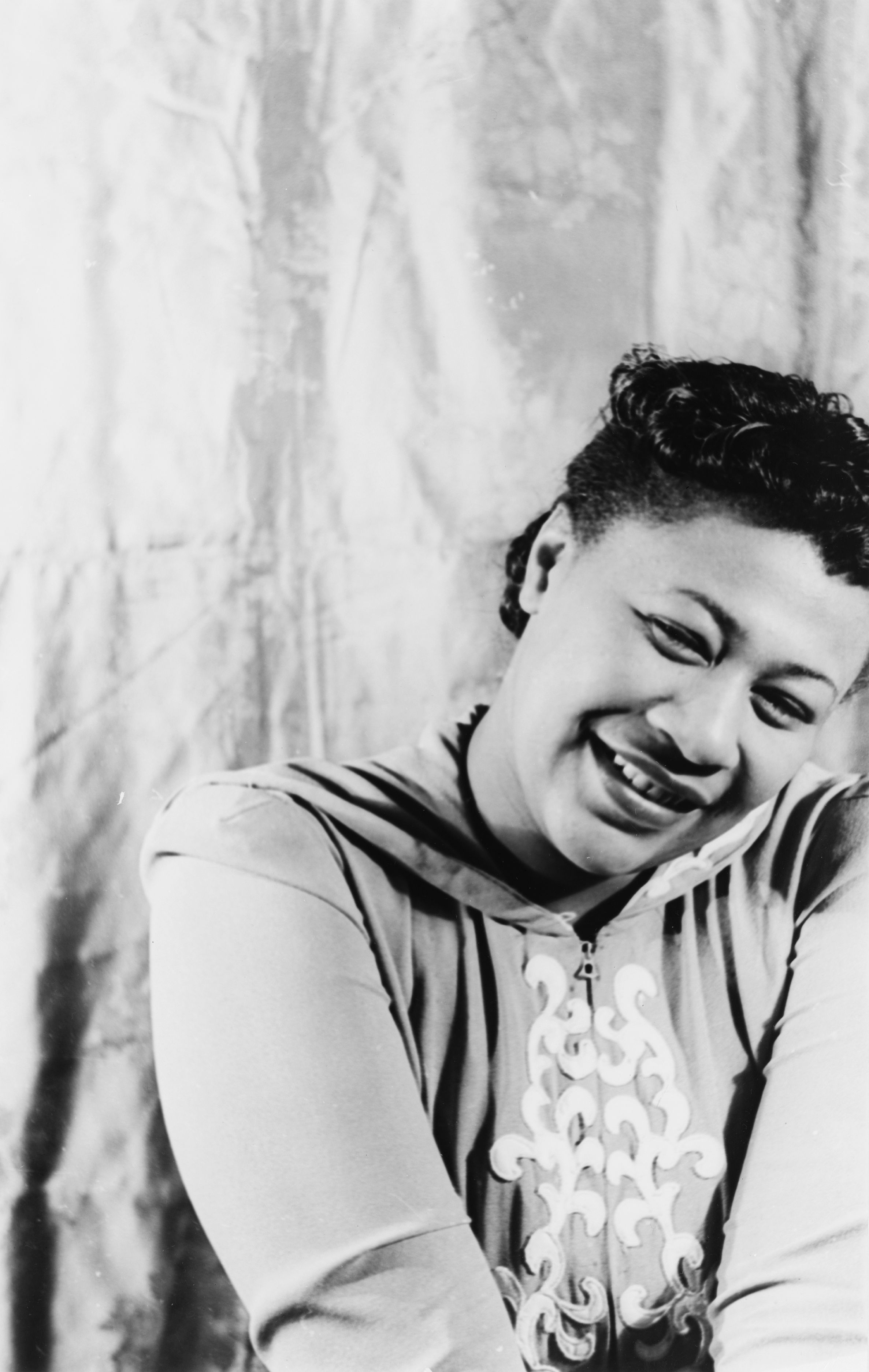
Ella Fitzgerald 1940

Richard Cook und Brian Morton nennen das Album Pure Ella in ihrer Besprechung „ein Meisterwerk“ und einen „essentiellen“ Bestandteil ihrer Diskographie, besonders durch Larkins’ „freundliche, aber perfekte Begleitung“. Ihre Stimme befindet sich auf dem Übergang vom mädchenhaften Timbre ihrer frühen Jahre hin zu der Art und Weise, wie sie in der Mitte der 1950er Jahre die Songbook-Alben für Verve Records interpretieren sollte. Unter den Titeln sind Klassiker wie I’ve Got A Crush On You, But Not For Me und Someone To Watch Over Me. „Ella brachte jeden einzelnen davon mit all ihrem Sinn für musikalische Nuancen und echtem Gefühl für den Text, der ja intelligent und ausgefeilt war und eine Geschichte erzählte. Das meiste dessen, was sie gewöhnlich sang, seien es nun Schlager, Blues- oder Jazz-Nummern, bestand überwiegend aus Chorussen“.